# Pavel Nazarenko
Pavel Nazarenko (tiếng Belarus: Павел Назарэнка; tiếng Nga: Павел Назаренко; sinh 20 tháng 1 năm 1995) là một cầu thủ bóng đá Belarus. Tính đến năm 2017, anh thi đấu cho Gorodeya mượn từ Dinamo Minsk.

## Danh hiệu
Dinamo Brest
- Vô địch Cúp bóng đá Belarus: 2016–17